# زاکاریا اسیداه
زاکاریا اسیداه (به انگلیسی: Zakaria Asidah) زاده ۲۲ فوریه ۱۹۷۲ است. او تکواندوکار کشور دانمارک است.